# Уинтер, Дана
Дана Уинтер (англ. Dana Wynter; настоящее имя — Дагмар Винтер, нем. Dagmar Winter; 8 июня 1931 — 5 мая 2011) — британская актриса. Снималась в кино с начала 1950-х годов, сначала в Англии, затем в США. Наиболее известная роль в фильме «Вторжение похитителей тел» (1956).

## Биография
Родилась в Берлине в семье британского хирурга и венгерки, позднее они переехали в Англию. Вскоре родители развелись, и она с отцом и мачехой переехала в британскую колонию в Африке Южную Родезию (ныне Зимбабве). Окончила частную школу, затем изучала медицину в Университете Родса и попробовала себя в любительском театре.

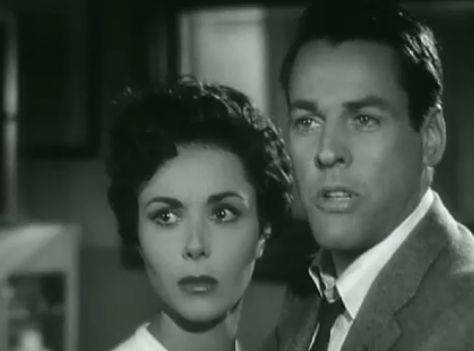
С Кевином Маккарти в фильме «Вторжение похитителей тел» (1956)

Однако проучившись в университете около года, она вернулась в Англию, где с 1951 года начала играть небольшие роли в кино. В ноябре 1953 года уехала в США, сменив имя на Дана Уинтер. В Нью-Йорке Уинтер имела больший успех, чем в Лондоне. Она играла ведущие роли в сериалах «Роберт Монтгомери представляет», «Саспенс», «Первая студия» и в одном из эпизодов «Час Альфреда Хичкока».
Переехала в Голливуд, где в 1955 году заключила контракт с киностудией 20th Century Fox. В том же году получила премию «Золотой глобус» в номинации «Самый многообещающий дебют», разделив её с Анитой Экберг и Викторией Шоу.
В 1956 году сыграла одну из главных ролей в фильме «Вторжение похитителей тел» вместе с Кевином Маккарти, Ларри Гейтсом и Кэролин Джонс. Картина, в которой в эпоху маккартизма многие видели антикоммунистический подтекст, получила хорошие кассовые сборы.
Несмотря на отличные отзывы, Уинтер не смогла повторить свой успех, в дальнейшем снимаясь в основном в военных фильмах и телесериалах.
В 1980-х годах вела колонку в газете «Гардиан».

## Личная жизнь
Вышла замуж за голливудского юриста Грега Баутцера в 1956 году, в 1960 году у них родился сын Марк. Развелась в 1981 году.

## Фильмография
| Год  |   | Русское название           | Оригинальное название          | Роль                       |
| ---- | - | -------------------------- | ------------------------------ | -------------------------- |
| 1953 | ф | Рыцари Круглого стола      | Knigts of the Round Table      | служанка                   |
| 1956 | ф | Вторжение похитителей тел  | Invasion of the Body Snatchers | Бекки Дрисколл             |
| 1956 | ф | День «Д», 6 июня           | D-Day the Sixth of June        | Валери Рассел              |
| 1957 | ф | Нечто ценное               | Something of Value             | Холли                      |
| 1958 | ф | Фройляйн                   | Fräulein                       | Эрика                      |
| 1959 | ф | Пожмите руку дьяволу       | Shake Hands with the Devil     | Дженнифер                  |
| 1960 | ф | Потопить «Бисмарк»         | Sink the Bismarck!             | Энн Дэвис                  |
| 1963 | ф | Список Эдриана Мессенджера | The List of Adrian Messenger   | леди Джоселин Бруттенхольм |
| 1970 | ф | Аэропорт                   | Airport                        | Синди Бейкерсфелд          |
| 1975 | ф | Дикарь                     | Lovers Like Us                 | Джесси Кутэнс              |